# آبشار کریستین
آبشار کریستین (به انگلیسی: Christine Falls) آبشاری است که در پارک ملی کوه رینیر، ایالات متحده آمریکا واقع شده و ارتفاع کلی ریزشگاه آن ۶۹ فوت (۲۱ متر) است.